# Новая (Коломенский район)
Но́вая — деревня в Коломенском муниципальном районе Московской области, относится к Хорошовскому сельскому поселению. Население — 173 чел. (2010).
Деревня расположена в 7 км к востоку от посёлка и железнодорожной станции Пески с восточной стороны автомобильной дороги Р115(Коломна — Егорьевск). Административный центр сельского поселения — деревня Нижнее Хорошово расположена в 9,5 км к юго-западу по автомобильной дороге Р115. Неподалёку от Новой, в километре к юго-востоку — деревня Дарищи.

## Население
| 2002 | 2006 | 2010 |
| ---- | ---- | ---- |
| 164  | ↗183 | ↘173 |